# Lars Stenstad

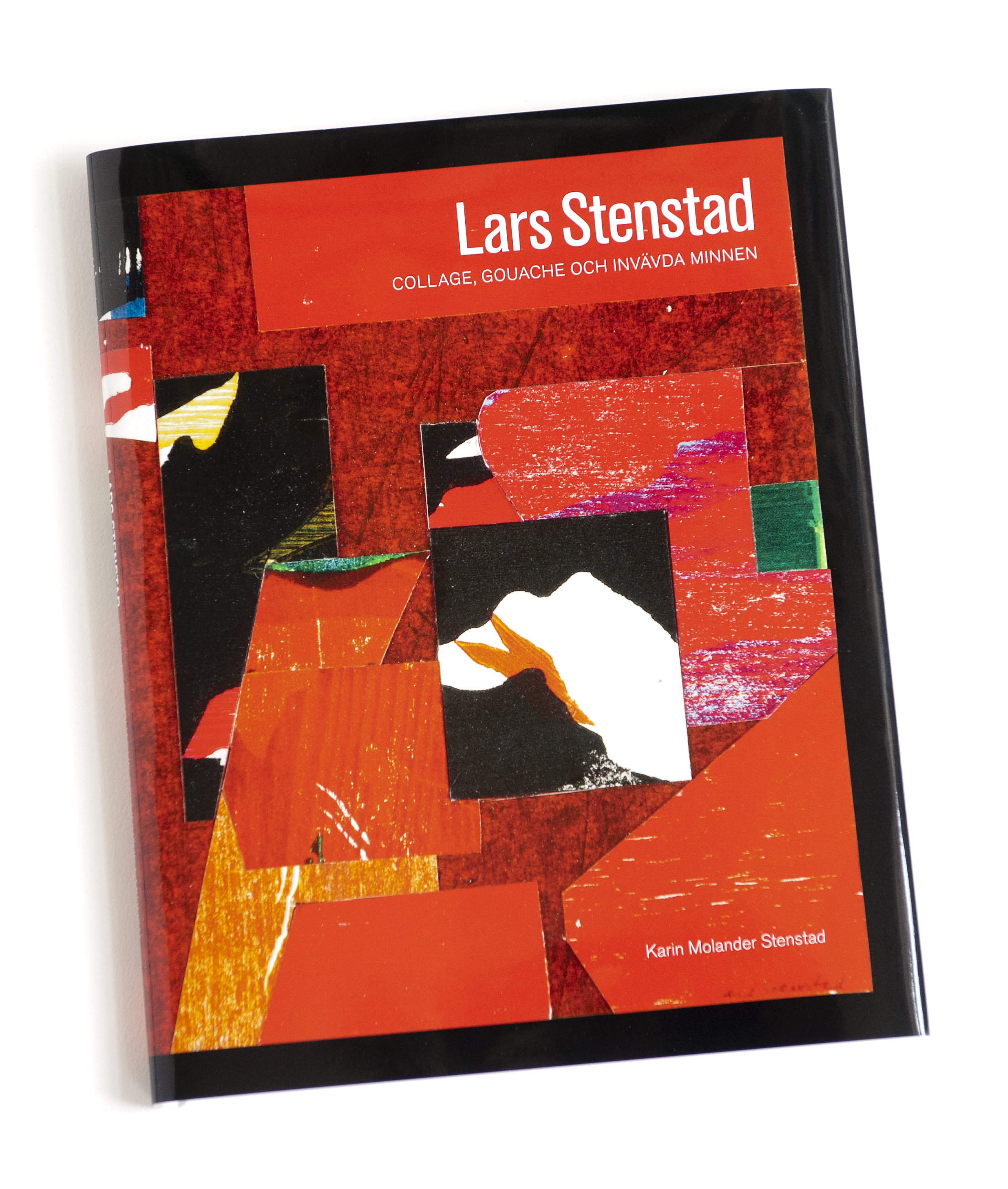
Lars Stenstad, Collage, gouache och invävda minnen, 2014, Augusti media.ISBN 978-91-631-8006-4 (9-1631-8006-5).

Lars Gunnar Stenstad, född 13 maj 1921 i Ronneby församling i Blekinge län, död 8 november 2014 i Sollentuna församling i Stockholms län, var en svensk målare och grafiker.

## Biografi
Lars Stenstad studerade vid bland annat Otte Skölds målarskola samt gjorde studieresor till bland annat Frankrike, Spanien och Island. 
Under 1950- och 60-talen arbetade Lars Stenstad mest i olja. På 1970-talet började han arbeta med träsnitt och grafiken i starka färger kom att bli hans kärna genom åren. Parallellt med grafiken tillkom de stora bildvävarna för offentlig miljö.
Många bilder har sitt ursprung i det öländska landskapet. De flesta av de små gouacherna har tillkommit där. På senare år gjorde han collage. 
Han tillhörde under en period konstnärsgruppen Slussen som gemensamt övertog Isaac Grünewalds tidigare ateljé vid Stadsgården i Stockholm. Stenstad var även ordförande i KRO (Konstnärernas riksorganisation), intendent på Konstnärshuset, en av initiativtagarna till Konstnärshusets Grafikgrupp samt hade ett flertal uppdrag som inköpare och rådgivare i samband med beslut kring konstnärlig utsmyckning av offentliga byggnader.
Han gifte sig 1950 med Anna-Greta Öhnander (1922–2012) och paret fick en dotter 1953. Makarna Stenstad är begravda på Ulriksdals begravningsplats.

## Separatutställningar i urval
- Galerie Æsthetica, Stockholm 1953
- Lilla Galleriet, Stockholm 1957, 1961, 1965, 1972 och 1983
- Konstnärshuset, Stockholm, 1979, textil och grafik
- Konstnärshusets grafikgrupp, Stockholm 1973, 1987 och 1996
- Galleri Lucidor, Stockholm
- Liljevalchs konsthall, Stockholm, 1966 (tolv separata) och 1991 (Vattenlandskap)
- Galleri Aniara, Sollentuna
- Järfälla, Ekerö,  med flera.

## Deltagit i utställningar anordnade av
- Nationalmuseum
- NUNSKU (Nämnden för Utställningar av Nutida Svensk Konst i Utlandet)
- Sveriges Allmänna Konstförening
- Svenska institutet
- Grafiska Sällskapet
- Medlem i Konstnärshusets Grafikgrupp, ett flertal samlings- och separatutställningar med grafikgruppen, bland annat Dikter av Harry Martinson illustrerade av gruppens grafiker (samlad mapp) med mera.

## Representerad, större samlingar
- Moderna museet[4]
- Museerna i Malmö och Helsingborg
- Norrköpings konstmuseum[5]
- Statens Museum for Kunst, Köpenhamn
- Taiteen Museo, Helsingfors
- Staatliche Museen zu Berlin
- Graphische Sammlung Albertina, Wien
- The New York Library, New York
- Bibliothèque national de France, Paris
- Museo della Xilografia, Venedig.
- i ett stort antal konsthallar runt om i Sverige, bland annat i Umeå, Malmö, Göteborg, Sundsvall, Järfälla, Ekerö, samt i hemkommunen Sollentuna.
- i utlandet, företrädesvis av grafik I alla de nordiska länderna samt Storbritannien, Frankrike, Belgien, Tyskland, Italien, Ryssland, Australien, Indonesien, Japan, Sydamerika och USA.

## Större offentliga arbeten
- Stadshuset i Ronneby, väggmålning, 1951
- Svenska Bostäder, konst på Östbergahöjden, Stockholm, emaljer för utsmyckning av husfasader, 1966–67
- Svenska Tobaksbolaget (numera Swedish Match), Stockholm, bildvävnad Intentioner – Komplikationer, 1969
- Riksskatteverket / Statens Konstråd, Solna, Bildvävnad Julibild, 1972
- KF:s (Kooperativa Förbundet) huvudkontor, Stockholm, bildvävnad Brobygget, 1973
- Sollentuna kommun, bildvävnad Bild till juni, 1974
- Helsingborgs Stadsteater, bildvävnad Nordisk visa, 1975
- Uppsala kommun, bildvävnader Dramatiska landskap, 1979–80
- Stockholms universitet i Frescati/Statens Konstråd, textil skulptur, 7+3 bildvävnader Privat universum, 1981
- Karolinska sjukhuset, Solna, väggmålning Skogsbild och grafisk collagevägg, 1982
- Lycksele lasarett, bildvävnad Glasverandan, 1983
- Umebygdens sjukhus, Umeå, grafiska collageväggar, 1984
- Stockholms stad, Tekniska nämndhuset, textil ridå i konferenshall, 1985
- Falkenbergs kommun, bildvävnad Port mot havet, 1986
- Enköpings lasarett, grafiska collageväggar och textil svit Kvadratlandskap, 1990
- Svenska Mässan, Göteborg, textil ridå till kongresshallen, 1991

Samtliga bildvävnader har tillkommit i samarbete med väverskan Brita Wattsgård, Vessigebro. Ridåerna till Tekniska nämndhuset i Stockholm och Svenska Mässan i Göteborg har utförts i samarbete med Handarbetets Vänner i Stockholm respektive Färgkraft i Lyrestad.

## Stipendier
- Statens konstnärsstipendier, 1971–72 samt 1987–91
- Stockholms stads konstnärsstipendium, 1969
- Blekinge läns landstings kulturpris, 1974
- Sollentuna kommuns kulturstipendium, 1974
- Svenska Konstnärernas Förenings stipendium, 1987
- Grafiska Sällskapets Annie Bergman-stipendium för trägrafiker, 1988.